# Spelunker
Spelunker est un jeu vidéo de plates-formes développé par Tim Martin et MicroGraphic Image. Initialement publié par MicroGraphic Image (en) sur Atari 8-bit en 1983, il est ensuite réédité par Brøderbund Software sur Atari 8-bit et Commodore 64,. Une version arcade du jeu est publiée en 1985. Il est ensuite publié sur NES en décembre 1985 au Japon puis en septembre 1987  en Amérique du Nord. Il est également porté sur  MSX en 1986. Une suite baptisée Spelunker II: Yūsha e no Chōsen est publiée uniquement au Japon par Irem sur arcade et pour la NES le 18 septembre 1987. Le jeu est réédité sur la console virtuelle de la Wii en Amérique du Nord le 17 mars 2008 et en Europe le 5 septembre 2008. Spelunker HD pour le PlayStation Network est publié le 23 novembre 2010 par Tozai.

## Système de jeu
Spelunker est un jeu de plates-formes dans lequel le joueur contrôle un personnage et explore des galeries souterraines à la recherche de trésors. Il utilise différents objets et moyens de transport qui vont l'aider dans son aventure. Les ascenseurs et les échelles permettant au joueur de se déplacer verticalement au même titre que les cordes qui peuvent être glissantes dans certains niveaux, ne permettant que des déplacements vers le bas dans ce cas. Certaines cordes peuvent également être parcourues par des serpents. Certaines autres plates-formes apparaissent parfois comme les roues à aube, les plates-formes basculantes ou celles qui disparaissent sous les pas du joueur ou par intermittence. Certains objets permettent au joueur d'être aidé dans son périple comme les réserves d'air qui font office de timer, le joueur meurt quand la réserve est vide. Des bombes permettent de tuer certains ennemis, d'effrayer les serpents ou de faire apparaitre des endroits secrets pour récupérer des morceaux de dessins ou des pierre précieuses. Des fusées éclairantes permettant d'effrayer temporairement certaines chauves souris ou oiseaux ou de faire apparaitre temporairement des plates-formes invisibles. Le joueur peut également utiliser ses réserves d'air pour chasser les fantômes, ce qui réduit également le temps avant sa mort.

## Spelunker HD (PS3)
En 2009 sort une version HD sur PS3. Cette version développée par Tozai propose des graphismes HD remis au goût du jour, une musique et des effets sonores remixés ainsi que la possibilité de jouer avec les graphismes 8 bit et les effets sonores de la version originale. Cette version propose 10 secteurs comprenant chacun 10 niveaux pour le jeu en solo ainsi que 10 autres secteurs de 10 niveaux pour le mode coopération (online ou local), soit 200 niveaux en tout. Dans chaque niveau le joueur a la possibilité de découvrir un morceau de dessin plus ou moins bien caché faisant partie d'une frèsque de 200 morceaux affichée lors des chargements. Le mode coopération local ou en ligne permet de faire jouer ensemble jusqu'à 6 joueurs, l'écran est partagé en 6 cases même lorsque l'on joue en ligne mais l'affichage du joueur local est plus grand (sauf en coopération locale ou l'écran est divisé en 6 parts égales quel que soit le nombre de joueurs). Il existe différents mode de jeu.